# 乌格洛夫卡 (诺夫哥罗德州)
乌格洛夫卡（羅馬化：Uglovka）是俄罗斯诺夫哥罗德州的工人村（市级镇），属奥库洛夫卡区，地处诺夫哥罗德州东部瓦尔代高地上，位于区行政中心奥库洛夫卡及州府大诺夫哥罗德东南方，西侧靠近M11公路（涅瓦公路）。镇内设有同名铁路车站。
该地2021年人口有2,173人；2010年人口3,064；2002年人口3,553；1989年人口4,041。